# Bystrzejowice B
Bystrzejowice B es un pueblo ubicado en el distrito administrativo de Gmina Piaski, dentro del Condado de Świdnik, Voivodato de Lublin, en Polonia oriental. Se encuentra aproximadamente a 7 kilómetros al oeste de Piaski, a 8 kilómetros al sureste de Świdnik, y a 17 kilómetros al sureste de la capital regional Lublin.
El pueblo tiene una población de 750 habitantes.